# Rhynchonycteris naso
Genre
Espèce
Statut de conservation UICN

 LC  : Préoccupation mineure
Le Nasin des rivières (Rhynchonycteris naso), ou chauve-souris à long nez, unique représentant du genre Rhynchonycteris, est une espèce de chauves-souris insectivores de la famille des Emballonuridae.